# Dysomma anguillare
Dysomma anguillare är en fiskart som beskrevs av Keppel Harcourt Barnard 1923. Dysomma anguillare ingår i släktet Dysomma och familjen Synaphobranchidae. Inga underarter finns listade i Catalogue of Life.